# Ti Goy
Ti Goy nom de scène de Gregorio Gonçalves (1920-1991) est un chanteur, compositeur cap-verdien de Morna de renom qui joua avec Cesaria Evora,